# 妙傳寺 (京都市左京区北門前町)

日蓮上人像

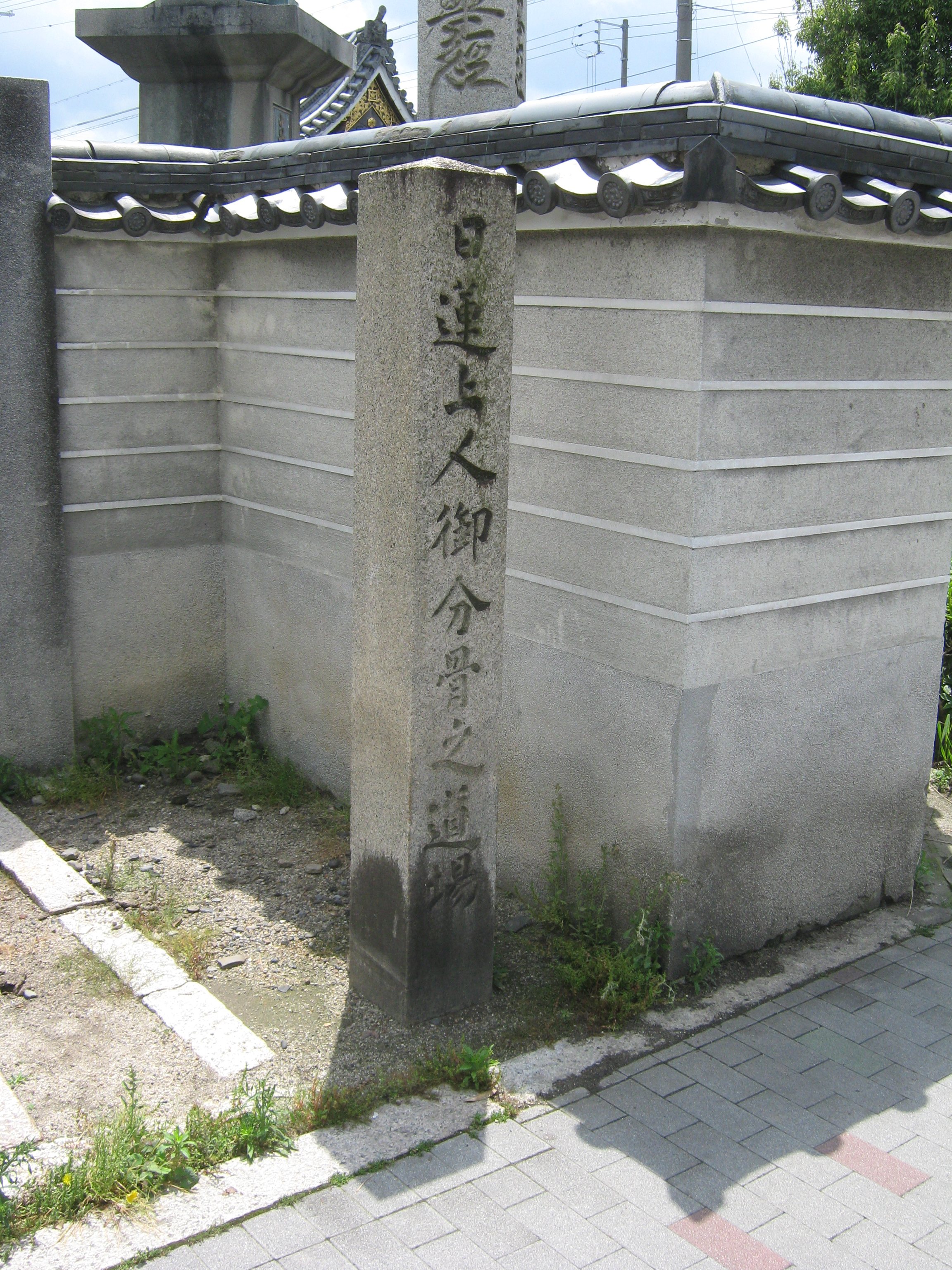
日蓮上人分骨の碑

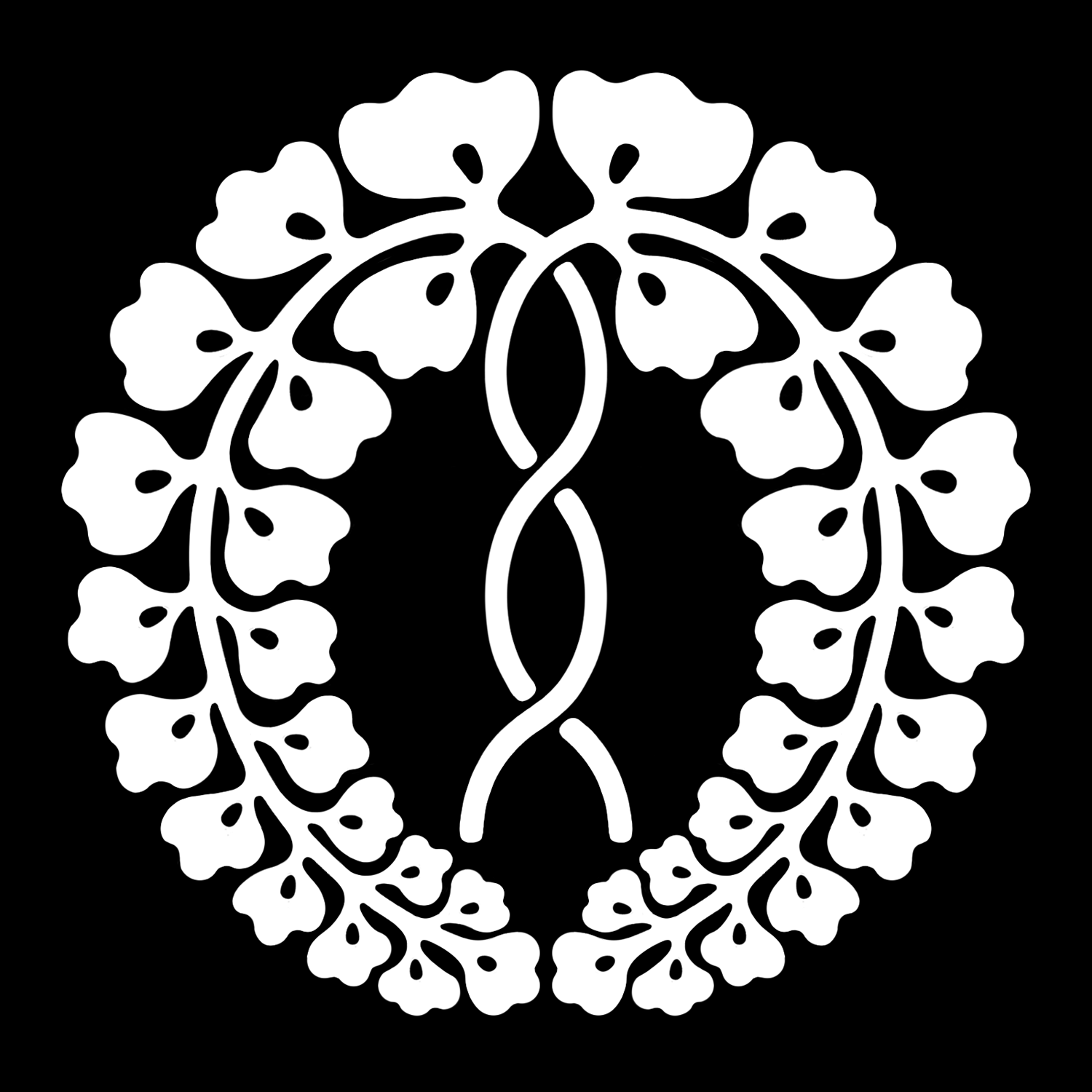
寺紋・九条藤

妙傳寺、妙伝寺（みょうでんじ）は、京都府京都市左京区北門前町にある、日蓮宗の本山（由緒寺院）。山号は法鏡山。塔頭が五院ある（妙釋院・圓立院・龍嶽院・本光院・玉樹院）。

## 概要
1477年（文明9年）、円教院日意によって京都一条尻切屋町の地に妙傳寺を建立された。開創にあたり師の日朝とはかり宗祖の日蓮の御真骨を奉安し、関西以西の信徒の願いを満たした。同時に身延七面山に勧請されている七面天女と同木同体の霊体を安置し、これをもって「西身延」と称されるようになった。1536年（天文5年）、天文法難（法華一揆）により全山悉く灰燼。1541年（天文10年）には再び京都西洞院に再興する。これを第二の妙傳寺という。1591年（天正19年）、第六世・慈眼院日恵の代、豊臣秀吉の命にて京極二条の地に移転する。これを第三の妙傳寺という。この時、一条家・四条家の菩提寺となる。慈眼院日恵は妙傳寺の中興と仰がれる。第八世には心性院日遠が歴世。第十四世には法性院日勇が歴世。日勇は学徳高く、後水尾天皇の中宮・東福門院より金紋袈裟を賜る。山科護国寺を開山し、山科檀林を開く。第十六世には寂遠院日通が歴世。第二十九世・住心院日義の代、宝永の大火が起こり、全山灰燼に帰す。現在の二条川端に再興しこれを第四の妙傳寺という。第五世・了遠院日勤は説法を重ねること一万座に及び、浄財を勧募し現在の本堂を建立する。開山の日意以来、身延門流直系の京都の触頭として京都日蓮宗八本山のひとつ、京都十六本山のひとつに数えられている。尚、歴代の廟は東山区鳥辺山通妙寺にあり、縁祖・法性院日勇、並びに寂遠院日通の廟は山科護国寺にある。
現住は81世・近藤日康貫首（愛知県名古屋市円立寺より晋山）。

## 歴史
- 1477年（文明9年）日意は薬屋・妙善の帰依により、一条尻切屋町に妙伝寺を建立する。
- 1536年（天文5年）天文法華の乱で焼失し、堺に避難する。
- 1542年（天文11年）後奈良天皇は法華宗帰洛の綸旨を下す。
- 1542年（天文11年）四条西洞院に伽藍を再建する。
- 1591年（天正19年）豊臣秀吉の命により、寺町夷川に移転する。
- 1708年（宝永5年）宝永の大火で焼失する。
- 1708年（宝永5年）現在の地に移転し、伽藍を再建する。

## 文化財
- 法華経本尊曼荼羅図（2010年初公開）長谷川等伯筆

## 旧末寺
日蓮宗は昭和16年に本末を解体したため、現在では、旧本山・旧末寺と呼びならわしている。
- 法鏡山妙釋院（京都府京都市左京区北門前町） – 塔頭
- 法鏡山圓立院（京都府京都市左京区北門前町） – 塔頭
- 法鏡山龍嶽院（京都府京都市左京区北門前町） – 塔頭
- 法鏡山本光院（京都府京都市左京区北門前町） – 塔頭
- 法鏡山玉樹院（京都府京都市左京区北門前町） – 塔頭
- 照瑞山本覚寺（愛知県名古屋市東区徳川）
- 翠光山常栄寺（岐阜県海津市平田町今尾）
- 妙法山蓮経寺（滋賀県近江八幡市孫平治町）
- 普耀山通妙寺（京都府京都市東山区五条橋東六丁目）
- 鳥邊山智積院（京都市東山区五条橋東六丁目）
- 了光山護国寺（京都府京都市山科区竹鼻竹ノ街道町）
- 護法山妙見寺（京都府京都市山科区大塚南溝町）
- 妙音山大妙寺（京都府京都市西京区樫原秤谷町）
- 法鏡山日宗寺（京都府舞鶴市字浜）
- 八木山実行寺（兵庫県養父市八鹿町八木）
- 宝聚山実相寺（兵庫県養父市十二所）
- 加保山法華寺（兵庫県養父市大屋町加保）
- 長久山宝泉寺（兵庫県養父市中瀬）
- 長照山大運寺（兵庫県美方郡香美町村岡区村岡）
- 法天山深高寺（兵庫県朝来市佐嚢）
- 長久山妙政寺（広島県福山市北吉津町）
  - 妙政寺末：広本山法華寺（広島県呉市寺本町）
- 観音山瑞応寺（愛媛県松山市針田町）
- 仏性山遠照院（長崎県西海市西海町面高郷）
- 龍王山玄祥院（長崎県平戸市生月町里免）

## 映画・テレビ撮影
京都の社寺の例に漏れず、時代劇のロケが行われている。塔頭の並びを屋敷街に擬している。

## 附近
- 小松院聞名寺（明眼地蔵）
- 日陽山大恩寺
- 願海山法性覺院西方寺 – 浄土宗知恩院派
- 瑞應山教安寺
- 道源山信行寺